# Xã Bad Nation, Quận Mellette, South Dakota
Xã Bad Nation (tiếng Anh: Bad Nation Township) là một xã thuộc quận Mellette, tiểu bang Nam Dakota, Hoa Kỳ. Năm 2010, dân số của xã này là 30 người.